# 北沢拓也
北沢 拓也（きたざわ たくや、1940年3月26日 - 2008年4月5日）は、日本の官能小説家。本名多羅尾 嘉一（たらお よしかず）。
東京に生まれ、中央大学文学部を卒業。出版社や広告代理店に勤めながら、官能小説を発表した。
2008年4月5日、十二指腸癌のため死去。

## 主な作品
- 夜のめしべ 双葉文庫
- 夜光の熱花 徳間文庫
- 夜を這う 双葉文庫
- したたる 徳間文庫
- 天使の介護　徳間文庫
- 抱きごこち 廣済堂文庫
- 熱花のしずく 双葉文庫
- とろめく 徳間文庫
- 欲しがる人妻 双葉文庫